# Michał Jankowski (koszykarz)
Michał Jankowski (ur. 15 września 1987) – polski koszykarz grający na pozycji rzucającego obrońcy lub niskiego skrzydłowego, obecnie zawodnik KS Księżaka Łowicz.
Wychowanek Tytana Częstochowa, w którym występował od 2005 do 2007 roku. Obecnie zawodnik Śląska Wrocław. W swojej karierze reprezentował także barwy: Polskiego Cukru Toruń, AZS-u Politechniki Warszawskiej, Polonii 2011 Warszawa, Turowa Zgorzelec, Startu Gdynia i Czarnych Słupsk. Rozegrał ponad 100 meczów w Polskiej Lidze Koszykówki.
W lipcu 2015 roku związał się z klubem Śląska Wrocław. 23 lipca 2016 roku podpisał umowę ze TBV Startem Lublin.
8 listopada 2017 został zawodnikiem GKS-u Tychy.

## Osiągnięcia
(Stan na 14 kwietnia 2022)
Drużynowe
- Brązowy medalista I ligi (2021)[4]

Indywidualne
- MVP meczu gwiazd I ligi (2010)
- Uczestnik meczu gwiazd I ligi (2010)[5]
- Lider I ligi w[6]:
  - średniej punktów (2011 – 17,7)
  - skuteczności rzutów:
    - za 3 punkty (2021 – 48,7%)
    - wolnych (2022 – 92,4%)